# Boesenbergia stenophylla
Boesenbergia stenophylla är en enhjärtbladig växtart som beskrevs av Rosemary Margaret Smith. Boesenbergia stenophylla ingår i släktet Boesenbergia och familjen Zingiberaceae. Inga underarter finns listade i Catalogue of Life.